# Anita-Augspurg-Preis
Der  Anita-Augspurg-Preis ist ein Münchner Preis zur Förderung der Gleichberechtigung von Frauen.
Der nach der Frauenrechtlerin Anita Augspurg (1857–1943) benannte Preis wird seit 1994 alljährlich am Internationalen Frauentag (8. März) von der Stadt München vergeben. Er war zunächst mit 5.100 Euro dotiert. Durch einen Beschluss der Vollversammlung des Münchner Stadtrats im Jahr 2018 wurde das Preisgeld für die Jahre ab 2019 auf 10.000 Euro erhöht.

## Preisträgerinnen
- 1994  Frauen-Computer-Schule München
- 1994  Gleichstellungsgruppe im Caritasverband München-Freising
- 1995  Wen-Do-Projekt
- 1995  Jahle Sahin (1955–2011),[2] Mütterzentrum
- 1996  Verlag Frauenoffensive
- 1996  Kirchlicher Frauenrat der Erzdiözese München und Freising
- 1997  musica femina münchen
- 1998  FrauenTherapieZentrum München
- 1998  FiBS – Frauen in Beruf und Schule
- 1999  kunstraum münchen
- 2000  Verband binationaler Familien und Partnerschaften (iaf), Münchner Sektion
- 2001  Karla Start
- 2002  Kunstprojekt Würdekissen
- 2003  Fachstelle für Pränataldiagnostik in der Beratungsstelle für Natürliche Geburt und Elternsein e.V.
- 2003  Wildwasser München – Initiative gegen sexuellen Missbrauch e.V.
- 2004  Städtische Anne-Frank-Realschule
- 2005  Projekt „Positive Frauen“ des Münchner Frauengesundheitszentrums
- 2006  LeTRA Lesbenberatungsstelle
- 2007  FrauenWohnen eG
- 2008  Refugio München mit dem Projekt „Unterstützung für traumatisierte Flüchtlingsfrauen“
- 2009  Sichere Wiesn für Mädchen und Frauen
- 2010  Polina Hilsenbeck
- 2011  Verein für Fraueninteressen
- 2012  Netzwerk von und für Frauen und Mädchen mit Behinderungen (Netzwerkfrauen Bayern)
- 2013  Giesinger Mädchentreff
- 2014  Münchner Fachforum für Mädchenarbeit[3]
- 2015 (keine Preisverleihung)
- 2016 Projekt guide – Beratung und Unterstützung für Existenzgründerinnen des Trägers GründerRegio M e.V.
- 2017 Avanta München – berät, begleitet, beschäftigt und qualifiziert seit 1994 Frauen auf ihrem Weg zurück ins Arbeitsleben[4]
- 2018 amanda – Projekt für Mädchen* und junge Frauen*[5]
- 2019 Atelier „La Silhouette“[6]
- 2020 Mädchen*treff Blumenau[7]
- 2021 „Schamrock e.V.“ und „extra e.V. – Suchthilfe für Frauen und Angehörige“[8]
- 2022 siaf e.V.[9]
- 2023 Frauen*hilfe München[10]
- 2024 Frauentreffpunkt Neuperlach e.V.[11]